# Renata Olárová
Renata Olárová (* 30. června 1932 Praha - před 2018) byla česká a později rakouská divadelní a filmová herečka.

## Život
Oba rodiče, Oskar Oehler a Elly Olárová, byli architekti. Po nezdařeném odjezdu rodiny do Itálie se během Protektorátu rodina přestěhovala do ostravského Přívozu, kde se Olárová účastnila recitačních soutěží. Profesionálně začala působit v Karlovarském oblastním divadle (1953–59), později v Jihočeském divadle v Českých Budějovicích (1959) a v Divadle J. K. Tyla v Plzni (1960–68). V roce 1958 hrála hlavní roli v Brynychově filmu Žižkovská romance, posléze hrála dvě menší role ve filmech Útěk ze stínu (1958) a Ta třetí (1968).
V roce 1968 utekla společně se sedmiletým synem Petrem do Vídně, kde se živila nejprve jako rozhlasová herečka, později po úspěšném konkurzu hrála s pozměněným křestním jménem Renate ve vídeňském Volkstheater. V roce 1989 hrála v německém filmu Follow Me.